# Péronnas

Péronnas este o comună în departamentul Ain din estul Franței.